# Toute la ville en parle (émission de télévision)
Toute la ville en parle (Wetten, dass..?) est une émission de télévision présentée par Guillaume Durand du 10 octobre 1992 au 19 décembre 1992, puis par Alexandre Debanne du 23 janvier 1993 au 20 février 1993 sur TF1.

## Historique
Toute la ville en parle, est l'adaptation du format allemand Wetten, dass..? (« Tu paries.. ? ») diffusé depuis le 14 février 1981 sur la ZDF.